# Постхардкор
Постхардкор — музичний жанр панк-музики, який розвинувся з хардкор-панку, який своєю чергою є відгалуженням ширшого панк-рок руху. Як і постпанк, постхардкор — термін для широкого кола гуртів, що прийшли з хардкор-панк сцени, і черпали натхнення з хардкор панку, але проявляли значно більшу експресію.
Цей жанр є сумішшю хардкору, і альтернативного року

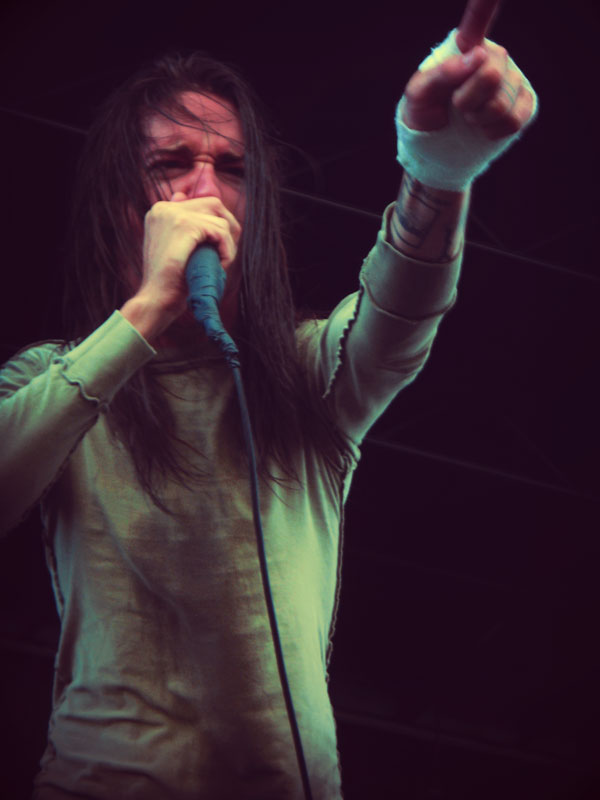
Спенсер Чамберлейн — скрим-вокаліст Underoath

Жанр сформувався в середині-кінці 1980-х років з появою релізів на Середньому Заході США. У їх числі групи на SST Records, і групи з Вашингтона, такі як Fugazi, а також трохи відрізняються за звучанням, такі гурти як Big Black і Jawbox, що ближче до нойз-рокового коріння постхардкору. Сучасний постхардкор в особі гуртів типу Silverstein, A Skylit Drive, Alesana, Enter Shikari, Adept, Hopes Die Last, Underoath Asking Alexandria, A Day to Remember, Emery, Woe Is Me, Abandon All Ships і подібних являють собою нове покоління постхардкору.

## Історія

### Витоки (1980-ті)
Такі гурти як Saccharine Trust, Naked Raygun, та The Effigies, які були активні на початку 1980-х, вважаються попередниками жанру постхардкор. Чиказький гурт Naked Raygun, утворений у 1981 році, вважається гуртом, який поєднав впливи постпанкових гуртів Wire і Gang of Four з хардкор-панком, а автор Стівен Блаш відзначає використання гуртом «непрямої лірики та суворих пост-панкових мелодій». Аналогічно, The Effigies, які також походили з чиказької сцени, випускали музику під впливом хардкору Minor Threat та британського постпанку таких гуртів, як The Stranglers, Killing Joke та The Ruts..
На початку та в середині 1980-х років бажання експериментувати з основним шаблоном хардкору поширилося на багатьох музикантів, які були пов'язані з жанром або мали в ньому міцне коріння. Багато з цих гуртів також черпали натхнення з нойз-рокової сцени 1980-х років, яку започаткував гурт Sonic Youth. Деякі гурти, підписані на незалежному лейблі Homestead Records, зокрема Squirrel Bait (а також пов'язані з Девідом Граббсом гурти Bastro і Bitch Magnet) і Big Black Стіва Альбіні (як і його наступні проєкти Rapeman і Shellac), також асоціюються з постхардкором. Big Black, в якому також брав участь колишній гітарист Naked Raygun Сантьяго Дуранго, прославився суворою DIY-етикою, пов'язаною з такими практиками, як оплата власних записів, бронювання власних концертів, управління власним менеджментом і рекламою, і залишаючись «вперто незалежними в той час, коли багато незалежних гуртів з нетерпінням тягнулися до мейджор-лейбла». Музика гурту, що пронизана використанням драм-машини, також розглядалася як така, що вплинула на індастріал-рок, в той час як Blush також описав проєкт, очолюваний Альбіні, як «сповнену страху відповідь на жорсткий англійський постпанк Gang of Four». Після випуску синглу «Il Duce» і між виходом двох повноформатних студійних альбомів Big Black покинули Homestead і перейшли на лейбл Touch and Go Records, який пізніше перевидасть не тільки всю їхню дискографію, але й відповідатиме за випуск повного зібрання творів Scratch Acid, гурту з Остіна, штат Техас, який описують як постхардкор, який, за словами Стівена Томаса Ерлевіна, «заклала основу для багатьох спотворених, грайндових альтернативних панк-рокерів 90-х років».
На думку Райана Купера з About.com та автора Дойла Гріна, хардкор-панк-гурт 1980-х Black Flag є одним з піонерів постхардкору через експериментальний стиль, який гурт почав грати пізніше у 1980-х. Постхардкор-гурти Minutemen та Hüsker Dü є видатними постхардкор-гуртами 1980-х років. Альбом Hüsker Dü 1984 року Zen Arcade став їхнім критичним проривом. Коли альбом Zen Arcade був вперше випущений, він отримав позитивні відгуки від Нью-Йорк таймс та Rolling Stone. За межами Сполучених Штатів постхардкор сформувався у творчості канадського гурту Nomeansno, пов'язаного з Джелло Біафра та його незалежним лейблом Alternative Tentacles, що існував з 1979 року. Журнал Dusted відзначив, що реліз гурту 1989 року Wrong був «одним з найагресивніших і найпотужніших опусів постхардкору, які коли-небудь були створені».

#### Вашингтонська сцена
Протягом 1984 та 1985 років на сцені Вашингтонського «хардкору» з'явився новий рух. Цей рух очолили гурти, пов'язані з незалежним лейблом Dischord Records, який на початку 1980-х був домівкою для таких знакових хардкор-гуртів, як Minor Threat, State of Alert, Void та Government Issue. Згідно з веб-сайтом Dischord: «Насильство і нігілізм, які стали ототожнюватися з панк-роком, в основному завдяки засобам масової інформації, почали поширюватися в окрузі Колумбія, і багато старших панків раптом відчули відразу і розчарування від своєї місцевої сцени», що призвело до «часу переосмислення». Коли The Faith випустили мініальбом Subject to Change у 1983 році, це стало відправною точкою суттєвих змін у звучанні хардкор-панку та панк-музики в цілому в окрузі Колумбія. У ці роки почала формуватися нова хвиля гуртів, серед яких були Rites of Spring (в якій грав колишній гітарист The Faith Едді Дженні), Lunchmeat (пізніше стали Soulside), Gray Matter, Mission Impossible, Dag Nasty і Embrace, в останньому з яких грав колишній вокаліст Minor Threat і співзасновник Dischord Ян Маккей та колишні учасники The Faith. Відтоді цей рух став широко відомим як «Революційне літо». Rites of Spring описують як гурт, який «не просто очолив зміни», кинувши виклик «мачо, які стали настільки поширеним на панк-сцені на той момент», і «що більш важливо», кинувши виклик «музичним та стилістичним правилам». Журналіст Стів Г'юї пише, що хоча гурт «відійшов від типово зовнішніх проблем хардкору того часу — а саме, соціального і політичного інакомислення — їхня музична атака була не менш пронизливою, і насправді набагато складнішою і нюансованішою, ніж середньостатистичний триакордовий спід-блюз», звук, який, за словами Г'юї, намітив «новий напрямок для хардкору, заснований на інноваціях», принесених альбомом «Zen Arcade» гурту Hüsker Dü. Інші гурти сприймалися як такі, що черпають натхнення в таких жанрах, як фанк (як у випадку з Beefeater) та поп-музиці 1960-х років (як, наприклад, Gray Matter).
За словами Еріка Граббса, новий звук отримав кілька неофіційних назв, зокрема «постхардкор» і «емо-кор». Остання, згадана в скейтбординговому журналі Thrasher, використовувалась в дискусіях по всьому округу Колумбія. Хоча деякі з цих гуртів вважаються одними з засновників емо, а Rites of Spring іноді називають першими або одними з перших емо-гуртів, музиканти, такі як колишній фронтмен гурту Гай Піччотто та сам МакКей, висловлювалися проти використання цього терміну. У сусідньому штаті Меріленд також з'являються подібні гурти, які зараз класифікуються як постхардкор, серед них Moss Icon та The Hated. Музика першого гурту містила, за словами Стіва Г'юї, «мінливу динаміку, дзвінкі гітарні арпеджіо та кричущі кульмінації вокалу», які, незважаючи на нетривалу історію гурту, мали вплив на пізніших музикантів. Цей гурт також вважається одним з перших емо-гуртів.

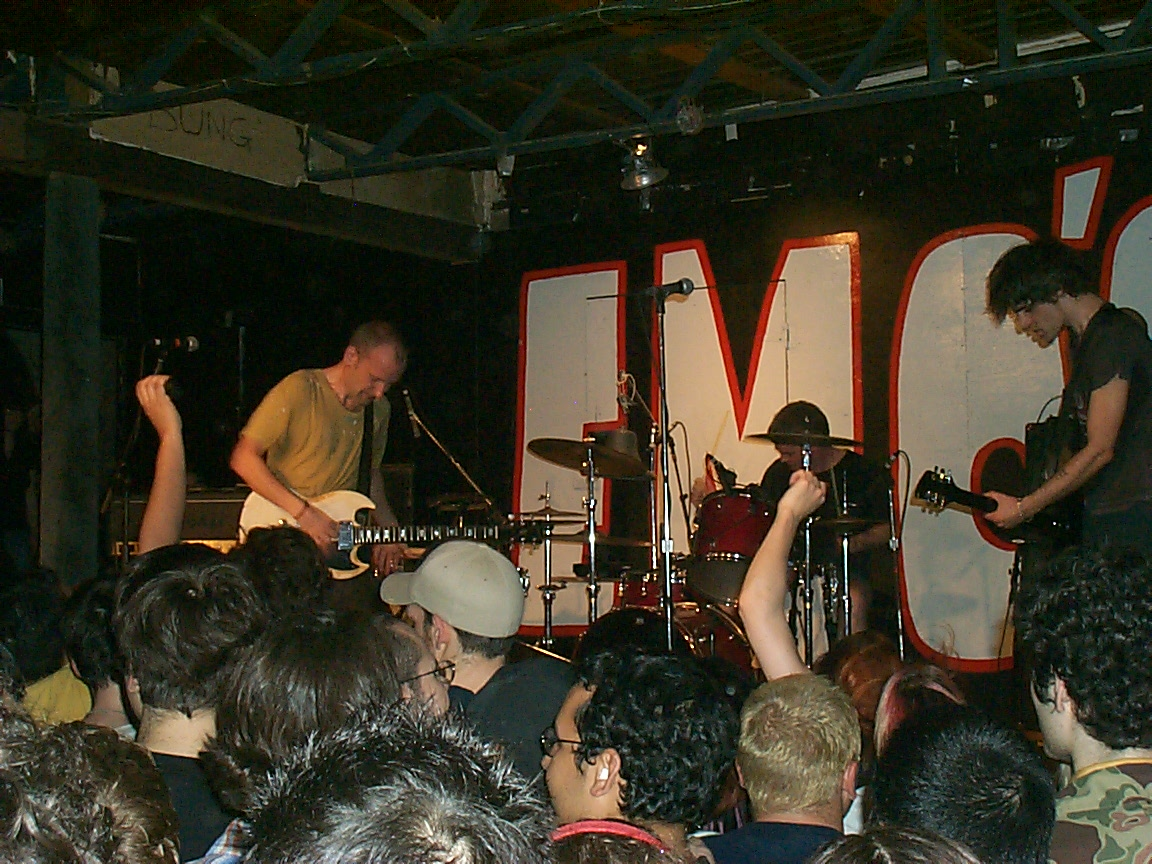
Fugazi during their last pre-hiatus tour, 2002. The band's influence was summarized by reviewer Andy Kellman with the following statement: "To many, Fugazi meant as much to them as Bob Dylan did to their parents."

У другій половині 1980-х років у Вашингтоні утворилося кілька гуртів, серед яких були Shudder to Think, Jawbox, The Nation of Ulysses і Fugazi, а також балтиморський Lungfish. Маккей описав цей період як найзавантаженішим для лейбл Dischord Records. Більшість з цих гуртів, разом з більш ранніми, увійшли до збірки 1989 року State of the Union, реліз, який задокументував нове звучання панк-сцени Вашингтону кінця 1980-х. Fugazi здобули «надзвичайно відданих і численних прихильників по всьому світу», а рецензент Енді Келлман так підсумував вплив гурту: «Для багатьох Fugazi означав стільки ж, скільки Боб Ділан для їхніх батьків». Також було відзначено, що «постійно еволюціонуюче» звучання гурту сигналізувало про більш експериментальний поворот у хардкорі, який проклав шлях до пізніших релізів Dischord. Гурт, до складу якого входили Маккей, Піччотто і колишній барабанщик Rites of Spring Брендан Канті, а також басист Джо Леллі, випустив у 1989 році 13 Songs, збірку попередніх мініальбомів: однойменного і Margin Walker, який зараз вважається знаковим альбомом. Дебютний студійний альбом гурту, Repeater 1990 року, також «загалом» вважається класикою. Гурт також отримав визнання за свою активність, недорогі концерти та компакт-диски, а також за опір мейнстрімовим ЗМІ. З іншого боку, на Jawbox вплинули «традиції процвітаючої сцени Чикаго початку 80-х», в той час як Nation of Ulysses «найбільше запам'яталися тим, що перейняли войовничу революційну риторику MC5», включивши в неї «елементи R&B (у фірмовому стилі MC5) і аванхардного джазу» в поєднанні з «захоплюючими, вибуховими живими виступами», і стали натхненням для «нової хвилі гуртів як на місцевому, так і на міжнародному рівні».

## Виконавці постхардкору
- Silverstein
- A Skylit Drive
- Alesana
- Enter Shikari
- Adept
- Hopes Die Last
- Underoath
- Asking Alexandria
- A Day to Remember
- Bring Me the Horizon
- Bad Omens
- Emery
- Woe, Is Me
- 30 Seconds to Mars (рідше)
- Abandon All Ships
- Психея (гурт)
- 25 ta Life
- A Wilhelm Scream
- Amber and ashes
- We Are The Ocean
- Throwdown
- Rise Against
- Funeral For A Friend
- Fall Out Boy
- Fugazi
- Devil Sold His Soul
- My Chemical Romance
- Drop Dead, Gorgeous
- Attack Attack!
- Oceans Ate Alaska
- Our Last Night
- Electric Callboy
- I See Stars
- We Cames As Romans
- Crown the Empire
- Sleeping With Sirens

## Постхардкор в Україні
- Make Me Famous
- Farinhate
- Burned Time Machine
- Grayshapes
- Dance Party Dance Dance!
- Days Of Our Life
- Follow Feelings
- Plastic Fantastic!
- Die as she say
- Buffalo Hugs (київський гурт)
- Worlds Last Collide
- I Scream Ice Cream
- May of Sorrow
- Oceans Red
- Down & Dirty
- Franklin Avenue
- owncean
- Ellia

## Крабкор
Крабкор - новий жартівливий піджанр постхардкор музики, що виник у 2009 році завдяки старанням гурту "Attack Attack!", де у першому відеокліпі гурту гітарист рухався як краб. Також відомими виконавцями крабкору є гурти: Forget My Silence, Upon This Dawning, Suicide Silence, The Korea.[джерело?]